# Libosváry (Loukov)
Libosváry je vesnice, od roku 1976 část obce Loukov v okrese Kroměříž. Nachází se asi 1 km severně od Loukova a 5 km severovýchodně od Bystřice pod Hostýnem. Je zde evidováno 85 adres. Trvale zde žije 192 obyvatel.
Libosváry leží v katastrálním území Libosváry u Bystřice pod Hostýnem o rozloze 2,48 km2.

## Název
Na vesnici bylo přeneseno původní označení jejích obyvatel Libosváři (ve starší podobě Lubosváři, v první části je sloveso lúbiti) - "lidé, kteří se rádi svářili". Jméno patří mezi nejstarší typy místních jmen na Moravě.

## Historie
První písemná zmínka o obci pochází již z roku 1142. Další historický záznam je z roku 1293, kdy přemyslovský vévoda Mikuláš I. Opavský prodal obec do rukou Zbyslava z Bohuslavic. Počáteční dějiny jsou spjaty s tvrzí, která se tehdy na území obce nacházela, což dokládají zápisy v dokumentech o převodu majetků šlechty z let 1464 a 1495. Poslední zmínka o tvrzi je z roku 1510, kdy ji získal Mikuláš Tarant z Hrádku. Po následném připojení celé vsi k bystřickému panství ztratila tvrz na významu.

## Obyvatelstvo

### Struktura
Vývoj počtu obyvatel za celou obec i za jeho jednotlivé části uvádí tabulka níže, ve které se zobrazuje i příslušnost jednotlivých částí k obci či následné odtržení.
| Místní části   | Místní části   | 1869 | 1880 | 1890 | 1900 | 1910 | 1921 | 1930 | 1950 | 1961 | 1970 | 1980 | 1991 | 2001 | 2011 |
| -------------- | -------------- | ---- | ---- | ---- | ---- | ---- | ---- | ---- | ---- | ---- | ---- | ---- | ---- | ---- | ---- |
| Počet obyvatel | část Libosváry | 204  | 199  | 213  | 223  | 259  | 252  | 258  | 237  | 279  | 270  | 249  | 219  | 192  | 223  |
| Počet domů     | část Libosváry | 32   | 35   | 37   | 39   | 40   | 40   | 49   | 54   | 54   | 56   | 64   | 68   | 70   | 78   |

## Infrastruktura
Nachází se zde jedna autobusová zastávka, obchod se smíšeným zbožím, pohostinství Hospůdka U Kupeka, hasičská zbrojnice, fotbalové hřiště, víceúčelové asfaltové hřiště a také dětské hřiště. Pro kulturní akce je k dispozici oplocený areál "Výletiště" za místní hospodou.
Vesnicí vedou tyto silnice třetí třídy:
- III/4389 (Všechovice – "Panská šopa", směr Bystřice pod Hostýnem) 7,41 km
- III/43810 (Libosváry – Loukov) 1,13 km
- III/43812 (Libosváry – Vítonice) 2,99 km

Velkým problémem je kvalita povrchu těchto pozemních komunikací. Například úsek Loukov – Libosváry skončil v roce 2012 v anketě okresních novin jako druhá nejhorší silnice v okrese Kroměříž. Nejbližší nádraží se nachází 2,6 km po silnici v Loukově a 2,9 km po silnici v Osíčku.
Vesnice je napojena na obecní vodovod, kanalizaci a čistírnu odpadních vod, která má kapacitu 231 ekvivalentních obyvatel. Bezdrátové připojení k internetu zde poskytují dvě společnosti – Raab Computer a NWT a. s. Přestože nejbližší pobočka České pošty se nachází v sousedním Loukově (PSČ 768 75), mají Libosváry poštovní směrovací číslo 768 61 a spadají tak pod pobočku v Bystřici pod Hostýnem.

## Kultura v obci
Ve vesnici se udržují následující tradice:
- Vodění medvěda – v únoru nebo březnu během období masopustu. Průvod masek po vesnici od domu k domu za hudby místní kapely.
- Klapotání – v březnu nebo dubnu na Velikonoce, kdy podle pověsti zvony na Zelený čtvrtek odletěly do Říma. Místo zvonů nastupují kluci do 15 let se svými řehtačkami, aby nahradili chybějící zvony až do Bílé soboty.
- Pomlázka – nastává na Velikonoční pondělí.
- Pálení čarodějnic – 30. dubna na místním Výletišti.
- Hody – třetí nebo čtvrtou neděli v červenci podle zdejší kaple svaté Anny, jejíž svátek připadá na 26. července. Den předtím probíhá předhodová "zábava" (společenská akce s kapelou).
- Pytlácká noc – probíhá v srpnu na Výletišti. Zábava s tombolou a mysliveckými specialitami pořádaná Mysliveckým sdružením Podhoří z Loukova.
- Zpívání koled na Štědrý den - od roku 2015 se občané setkávají 24. prosince v 15:00 u betléma (prostor před hasičskou zbrojnicí), kde zpívají písně s vánoční tematikou (Koledy)[14]